# 나미노촌 (구마모토현)
나미노촌(일본어: 波野村)은 일본 구마모토현 동부에 있던 촌으로, 아소군에 속했다.
2005년 2월 11일, 아소정, 이치노미야정과 합병해 아소시가 되어 자치체로서는 소멸하였다.

## 지리
구마모토현의 동쪽 끝, 규슈의 중앙부에 위치하고 있으며, 동쪽은 오이타현과 경계를 이루고 있다. 마을의 거의 전 지역이 아소산 외륜산 위에 위치하고 있으며, 마을의 남서쪽 끝에는 아소 오악 중 가장 동쪽에 위치한 네지다케가 있고, 남동쪽에는 오기봉(843m)이 있다. 마을 동쪽이 중심부이며, 마을의 표고는 중심부에서도 500m 이상에 이른다. 

## 역사
- 1889년 4월 1일 - 정촌제 시행에 의해 나미노촌이 성립하였다.
- 2005년 2월 11일 - 아소정, 이치노미야정과 신설합병해, 아소시가 되어 소멸하였다.

## 교통

### 철도
- 규슈 여객철도 호히 본선

### 도로
- 국도 57호선

## 참고 문헌
- 角川日本地名大辞典編纂委員会, 『角川日本地名大辞典 43 熊本県』1987, 角川書店